# Angaria proviliacensis
Angaria proviliacensis is een uitgestorven slakkensoort uit de familie van de Angariidae. De wetenschappelijke naam van de soort werd voor het eerst geldig gepubliceerd in 2017 door Pacaud.